# Pulau Semisarom
Pulau Semisarom är en ö i Indonesien.   Den ligger i provinsen Papua Barat, i den östra delen av landet, 3 000 km öster om huvudstaden Jakarta.